# 横浜キッドブラザース
横浜キッドブラザース（よこはまキッドブラザース）は日本の音楽劇団。
1985年12月に東由多加（東京キッドブラザース主宰）より唯一「キッドブラザース」の名前の継承を許された小松伸（現在北川伸）が、横浜在住のメンバーを集め結成。1986年から本格的に活動を開始する、88年から北川がTV CM 映画 商業演劇等で活躍し「失われた藍の色」フォンテーヌ公演を最後にキッドを離脱 89年まで横浜キッドブラザースは活動するが、その後活動を休止する。2009年12月に復活。

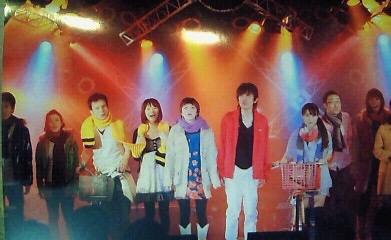
横浜キッドブラザース

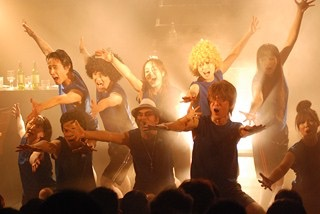
横浜キッドブラザース

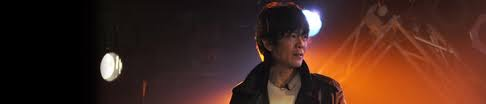
横浜キッドブラザース SIN

## 在籍人物
- 北川伸[2]
- AKO[3]
- 飯原 正巳

## 出演俳優
- ホリベン
- 巻上公一
- 谷麻紗美[4]
- 稲村梓

他

## 上演作品（舞台）
1985年 - 1989年
- 「失われた藍の色」
- 「冬のシンガポール」
- 「オリーブの枝」
- 「哀しみのキッチン」
- 「ジャズエイジの街角」
- 「モダンタイムス物語」

他
2009年 - 2015年
- 「哀しみのキッチン」（2009年12月）
- 「哀しみのキッチン 再演」（2010年2月）
- 「冬のシンガポール」（2010年7月）
- 「街のメロス」（2010年12月）
- 「哀しみのキッチン 再演」（2011年7月）
- 「哀しみのキッチン 再演」（2011年10月）
- 「ぼくらの季節「冬」」(2013年1月26日)
- 「ペルーの野球」（2013年 11月）
- 「ペルーの野球’14」（2014 年9月）

## 上演作品（ライブ）
- 「Live -絆- 」（2011年3月18日）
- 「Live -Inochi-」（2011年4月10日）
- 「Live -The kitchen of sadness-」（2011年6月1日）
- 「Live -Kushiyaki soul-」（2012年4月30日,5月28,29日）
- 「Live -Soul Songs-」（2012年6月30日）
- 「Live -海・風の歌を聴け- in 敦賀」（2012年8月16日）
- 「Live- THE TRUTH-唄は魂の叫び~」（2014年11月4日）

## 出演番組
- 「ありがとッ！」（TVK、2011年9月5日）
- 「午後はとことんよろず屋ラジオ」（FBCラジオ、2012年8月9日）
- 「おじゃまっテレ」（FBC、2012年8月15日）

## 註
1. ↑  “北川伸”. 日本タレント名鑑.   VIPタイムズ社. 2017年4月9日閲覧。
2. ↑  音楽監督[要出典]